# Vivendo cantando (Michele)
Vivendo cantando è un album del cantante italiano Michele, pubblicato dall'etichetta discografica Ri-Fi nel 1971.

## Il disco
I brani sono composti da noti autori quali Fabrizio De André, Francesco Guccini, Bruno Lauzi e Luigi Tenco, mentre gli arrangiamenti sono curati da Enrico Intra.
Dal disco viene tratto il singolo Susan dei marinai/Il testamento di Tito.

## Tracce

### Lato A
1. La donna del Sud
2. La rosa bianca
3. La ballata dell'amore cieco
4. Cara maestra
5. La forza dell'amore
6. La leggenda di Olaf

### Lato B
1. La ballata del Milite Ignoto
2. Il verbo della vita
3. Susan dei marinai
4. O mapigiou (Al trist)
5. Il testamento di Tito
6. Camminando camminando